# Zespół dworski w Mnikowie
Zespół dworski w Mnikowie – zespół dworski znajdujący się w powiecie krakowskim, w gminie Liszki, w Mnikowie.
Obiekt wraz z folwarkiem i parkiem, wpisany został do rejestru zabytków nieruchomych województwa małopolskiego.

## Historia
Pierwsza wzmianka o wsi pochodzi z 1384 roku. Właścicielami byli kolejno: Piotr z Mnikowa, Jan Kożuszek z Mnikowa, Marcin Frykacz z Mnikowa, Piotr Frykacz z Mnikowa, Mikołaj Wolski.

Mikołaj Wolski z inspiracji papieża Klemensa VIII, zaproponował kamedułom z eremu Montis Coronae w Italii fundację w Krakowie. 22 lutego 1604 r. aktem w urzędzie grodzkim w Krakowie zapisał na rzecz fundacji wieś Mników i Mnikówek.

Dwór wybudowany został przez kamedułów z Bielan w XVII w., z przeznaczeniem dla zarządców lub prywatnych dzierżawców. W okresie międzywojennym dwór został przekazany Zgromadzeniu Sióstr Albertynek.  Od 1966 r. siostry prowadzą w obiekcie dom formacyjny junioratu.

## Architektura
Budowla pierwotnie miała formę zbliżoną do tzw. kamienicy, ale już o wyraźnie regularnej, niemal osiowej dyspozycji wnętrz. Dwór był przebudowywany w XIX w. i po II wojnie światowej. Jest to budynek piętrowy, na planie prostokąta z dwuspadowym dachem posiadający po obu stronach piętrowe aneksy. Na początku XIX w. przy dworze wybudowano kaplicę, którą w latach 1973–1974 poszerzono. Dawna kaplica to prezbiterium obecnej.  

### Folwark
Murowany folwark wybudowany przez kamedułów w XVIII w. wraz z jedną trzecią areału ziemi (95 ha) wydzierżawiło w 1928 r. zgromadzenie ss. Albertynek. Pozostałą część (200 ha) zakupił Józef Nieniewski. Po upaństwowieniu ziemi w 1950 r., majątkiem zarządzała rolnicza spółdzielnia produkcyjna. Siostrom został dwór, 2 ha ziemi oraz ogód z sadem na miejscu XVII-wiecznej winnicy klasztornej. W 1991 budynek gospodarczy dawnego folwarku został przeznaczony na zaadaptowanie go na kościół.